# (38624) 2000 CD12
2000 CD12 (asteroide 38624) é um asteroide da cintura principal. Possui uma excentricidade de 0.06372780 e uma inclinação de 6.77952º.
Este asteroide foi descoberto no dia 2 de fevereiro de 2000 por LINEAR em Socorro.